# L'uomo duplicato
L'uomo duplicato è un romanzo dello scrittore portoghese José Saramago, pubblicato nel 2002 tradotto da Rita Desti in lingua italiana per la casa editrice Einaudi.

## Trama
Tertuliano Máximo Afonso è un professore di storia nelle scuole medie piuttosto depresso anche a causa di un matrimonio fallito alle spalle. Dietro consiglio di un proprio collega noleggia un film dal titolo Chi cerca trova. Mentre guarda la pellicola, l'uomo si accorge che uno dei personaggi secondari, che ha il ruolo di receptionist di un hotel, è interpretato da un uomo identico a lui. Tertuliano si reca al negozio di videonoleggio per prelevare sei film della stessa casa di produzione del film e passa le notti a controllare se compare il suo sosia e a trascrivere i nomi degli interpreti secondari per identificarlo.
In una di queste giornate passa a trovarlo Maria da Paz, la sua amante, con la quale il professore vorrebbe troncare la relazione, ma non riesce a trovare il coraggio per farlo. Tertuliano sfrutta l'amore della ragazza per farsi aiutare a scoprire l'identità del suo sosia mantenendo l'anonimato. Scoperto il nome d'arte del suo sosia, Daniel Santa-Clara, durante la visione del film La dea del palcoscenico e riuscendo poi a risalire alla vera identità dell'attore (Antonio Claro), finisce per telefonargli e stabilire un contatto. I due si incontrano, si rendono conto di essere effettivamente identici in tutto e le loro vite non saranno più le stesse, anzi diventeranno quasi una vita sola.
I problemi iniziano quando i due si trovano faccia a faccia, cosa che sconvolge la vita di tutte le persone coinvolte affettivamente con i due. Rientrato a casa inquieto dopo l'incontro con Tertuliano, Antonio racconta alla moglie dello strano caso e la donna non riesce quasi più a dormire. Tertuliano invece non fa cenno della questione né alla madre né a Maria da Paz. Turbato dalla reazione della moglie, Antonio ne incolpa il professore e decide di vendicarsi umiliandolo: sfruttando la loro incredibile somiglianza, egli passa una notte d'amore con l'amante di Tertuliano, certo che questi non potrà far altro che assecondarlo. Recatosi, camuffato, alla casa del professore, lo costringe quindi a dargli i suoi vestiti, la sua auto e i suoi documenti; quindi passa a prendere Maria e la porta nella propria casa di campagna, proprio dove si era incontrato la prima volta con il professore. Tertuliano, spintosi ormai troppo in là con la segretezza, non osa dire nulla né a sua madre né all'amata e lascia che il sosia approfitti della donna. Mentre rimugina sulle vicende che stanno accadendogli escogita però un piano: va a casa di Antonio presentandosi alla moglie come il marito. Così, per una notte i due uomini si scambiano le rispettive donne. Tertuliano, una volta tanto, mostra del coraggio e attende in casa di Antonio che il rientro dell'attore faccia scoppiare lo scandalo, ma Antonio non si presenta.
Solo più tardi viene a sapere il motivo: nella notte d'amore Maria si era accorta dell'impronta lasciata dalla fede sul dito dell'uomo di fianco a lei e aveva realizzato di non essere lì col suo amato ma con un truffatore. Nel burrascoso rientro a casa con l'utilitaria di Tertuliano, litigando, hanno un incidente e muoiono scontrandosi con un tir. La polizia identifica i corpi, dai documenti, come quelli di Maria da Paz e del suo fidanzato Tertuliano Maximo Afonso.
Tertuliano riesce a far sapere a sua madre che in verità non è lui a essere morto e la moglie del defunto gli fa un'ultima proposta: mantenere per sempre l'usurpata identità di Antonio e restare a vivere con lei, sperando che nel futuro possa nascere un sentimento tra i due: Tertuliano accetta.

## Trasposizioni
Il romanzo è stato liberamente adattato nel 2013 con il film Enemy, diretto da Denis Villeneuve e interpretato da Jake Gyllenhaal.

## Edizioni italiane
- José Saramago, L'uomo duplicato, traduzione di Rita Desti, collana "Super ET", Einaudi, 2003,  p. 286, ISBN 88-06-17420-7.
- José Saramago, L'uomo duplicato, stessa traduzione, collana "UEF" n. 2171, Milano, Feltrinelli, 2010,  p. 270, ISBN 978-88-07-72171-7.